# Плашило
Плашило е вид примитивно чучело, манекен, което се състои от две пръчки на кръст, на които се обличат стари дрехи и шапка, след което се натъпква със слама за да му се придаде форма на човек. Слага се в селскостопански градини и дворове, за да плаши птиците да не ядат и унищожават насажденията. Може да се прибави и звук или някакво движение за по-силен ефект.
Плашилото е едно от главните действащи лица във „Вълшебникът от Оз“. To е действащо лице и в някои комикси, свързани с Батман.